# Comfort & Joy (álbum)
Comfort & Joy es la tercera banda sonora compuesta por el líder de Dire Straits, Mark Knopfler. Segunda colaboración con el director de cine Bill Forsyth. Knopfler compuso tres nuevas piezas para la película que fueron publicadas como un EP; actualmente se encuentra descatalogado.
Para la banda sonora también se emplearon varias canciones del álbum Love Over Gold. 

## Pistas
1. Comfort - Theme From "Comfort & Joy" (2:35)
2. Joy (4:21)
3. A Fistful Of Ice Cream (4:39)

## Músicos
Mark Knopfler - Guitarra y mandolina.

Terry Williams - Batería.

Micky Feat - Bajo.

Guy Fletcher - Teclados.

Chris White - Saxofón Tenor.

## Datos técnicos
- Producido por Mark Knopfler.
- Grabado en los Air Studios de Londres.

- Datos: Q2291508